# Briquemesnil-Floxicourt
Briquemesnil-Floxicourt – miejscowość i gmina we Francji, w regionie Hauts-de-France, w departamencie Somma.
Według danych na rok 2011 gminę zamieszkiwało 169 osób, a gęstość zaludnienia wynosiła 23 osoby/km² (wśród 2293 gmin Pikardii Briquemesnil-Floxicourt plasuje się na 815. miejscu pod względem liczby ludności, natomiast pod względem powierzchni na miejscu 667.).